# چورکوویتسا (سوردولیتسا)
چورکوویتسا (به صربی: Ćurkovica) یک منطقهٔ مسکونی در صربستان است که در سوردولیکا واقع شده‌است. چورکوویتسا ۲۶۱ نفر جمعیت دارد.